# Xosophara elongata
Xosophara elongata är en insektsart som beskrevs av Victor Lallemand 1959. Xosophara elongata ingår i släktet Xosophara och familjen lyktstritar. Inga underarter finns listade i Catalogue of Life.